# Hermanas del Amor de Dios
El instituto Hermanas del Amor de Dios es una congregación religiosa femenina católica de derecho pontificio, fundada en 1864 por Jerónimo Usera en España. Las religiosas de esta congregación posponen a sus nombres las siglas R.A.D.

## Historia
Jerónimo Mariano Usera y Alarcón, luego de haber estado como misionero en Cuba y Puerto Rico decidió dar inicio a una obra que se dedicara a educación de la juventud. Fundó la congregación de las Hermanas del Amor de Dios en un colegio en Toro (Zamora, España), el 27 de abril de 1864. En el proceso fundacional, para Usera fue importante el apoyo de María Micaela del Santísimo Sacramento, fundadora de las Adoratrices del Santísimo Sacramento.
El instituto recibió la aprobación diocesana el 26 de abril de 1864 y la aprobación pontificia el 14 de julio de 1947.
La congregación amplió el carisma de la enseñanza a la atención de hospitales y a la asistencia de enfermos a domicilio. Incluso trabajaron en asuntos domésticos de seminarios y colegios católicos. Luego del Concilio Vaticano II con el ideal de renovar la congregación y regresar a los ideales originales retornaron casi que exclusivamente al trabajo de la educación.

## Actividades y presencia
En la actualidad su actividad se centra en la enseñanza. Tienen colegios, guarderías, residencias, etc. por todo el mundo, aunque su mayor presencia se sigue dando en España. Entre los más reconocidos se encuentran los colegios Amor de Dios de Cádiz, Alcorcón, Oviedo, Vigo y Barcelona, donde cuentan con grandes terrenos para practicar la enseñanza y realizar educación física. La mayoría de ellos disponen de una capilla para orar. Uno de los colegios más grandes de esta congregación, es el colegio Amor de Dios de Barcelona - Turó. Esta congregación ha recibido diversos premios y diplomas en honor a su 'enseñanza de calidad', y otros reconocimientos de la misma índole. En 2008, 2009, 2010 y 2011 la mayoría de colegios de esta congregación figuraron en las listas de mejores colegios privados de Cataluña, Madrid y Castilla.
En 2015, las religiosas eran unas 797, en 104 casas presentes en Alemania, Angola, Brasil, Bolivia, Cabo Verde, Chile, Cuba, España, Estados Unidos, Filipinas, Guatemala, Italia, México, Mozambique, Perú, Portugal, Puerto Rico y República Dominicana. La casa general se encuentra en Madrid y su actual superiora general es la religiosa Mª de las Mercedes Martín Becerril.

## Miembros ilustres
- Jerónimo Usera (1810-1891), venerable, fundador de la congregación.
- María Rocío de Jesús Crucificado (1923-1956), venerable, declarada tal el 11 de febrero de 2014 por el papa Francisco.[5]